# Clyde Tomb von Glenvoidean

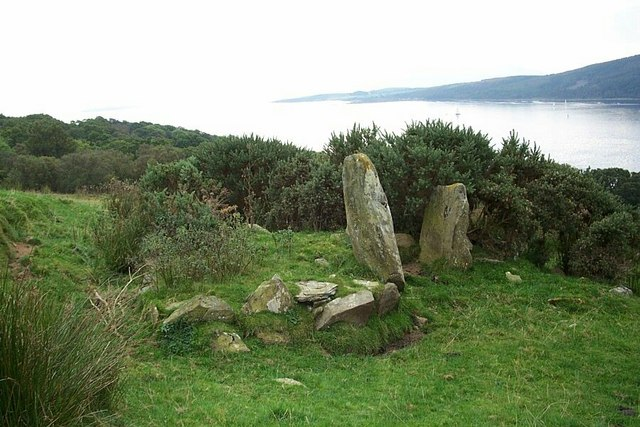
Glenvoidean

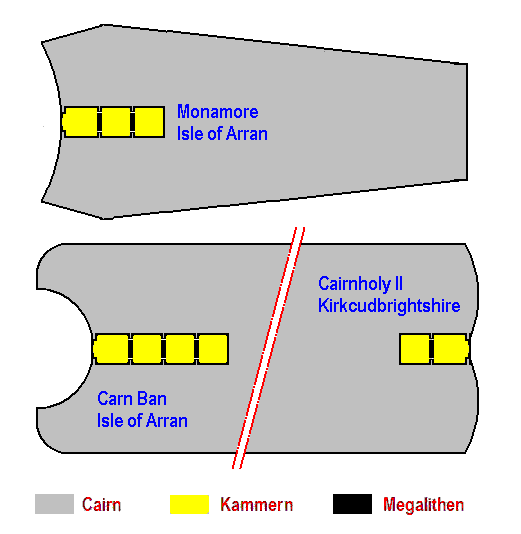
Schema von Clyde Tombs

Das zwischen 1963 und 1971 von Dorothy Marshall (1899–1992) und Isabel D. Taylor ausgegrabene Clyde Tomb von Glenvoidean (auch Cairn von Kilmichael) liegt auf einer Plattform, an einem Hang in Tignabruaich bei Rothesay, auf Nordwestseite der Isle of Bute in Argyll and Bute in Schottland. Die Anlage ist als Scheduled Monument geschützt.
Die mehrperiodische Anlage besteht aus der primären, nördlichen Galerie, die in einem runden Steinhügel lag. Das Radiokarbondatum von 2910 v. Chr. stammt von verbranntem Material unter der Westplatte der Kammer. Noch in der Anfangsphase kann ein Paar hoher Portalsteine am nördlichen Kammerende hinzugefügt worden sein. Eine zweite Phase wird durch die zwei seitlichen Kammern abgebildet, die in einem separaten ovalen Steinhaufen lagen, der an den älteren Rundcairn anschließt. Die schräg gegenüber liegenden Seitenkammern entstanden als einfache geschlossene Strukturen, die später ausgebaut wurden. Die dritte Phase umfasst die Überhügelung der früheren runden und ovalen Strukturen durch einen trapezoiden Cairn. In dieser Phase wurde der Axialkammer eine Exedra hinzugefügt, und die Anlage wurde zum typischen Clyde Tomb. Eine solche, mehrfach beobachtete Sequenz unterstützt Scotts Entwicklungsablauf für Clyde Cairns (Scott 1969, 175–222). Die Ausgräber weisen jedoch darauf hin, dass es sehr schwierig ist, die zeitliche Abfolge der verschiedenen Stadien zu bestimmen, und betonen, dass zwischen der ersten und zweiten Stufe kein großer Zeitraum verstrichen sein muss.
Der Nord-Süd orientierte Cairn ist etwa 12,6 m lang, im Norden etwa 6,6 m und im Süden 4,8 m breit. Die Ostseite und das Südende des Cairns sind relativ gut erhalten und von einer Mauer gefasst, die noch mehrere Lagen hoch ist. Hinter der axialen Galerie befand sich eine kleine, wahrscheinlich mittelalterliche Darre. Im Cairn lag auch eine ungewöhnliche, doppelstöckige bronzezeitliche Steinkiste. Ihre Ebenen waren durch eine große horizontale Steinplatte geteilt. Überreste von Bestattungen wurden in beiden Ebenen gefunden, wobei sich die obere Bestattung in einer Urne befand. An der Außenseite des Cairns und unter den Randsteinen wurden Brandspuren gefunden. Die während der Ausgrabungen gefundenen Artefakte, einschließlich der neolithischen Keramik und der Feuersteinabschläge, befinden sich im Bute Museum.